# Douglas T2D
Le Douglas T2D est un bombardier bimoteur américain dont les spécifications émises par les militaires prévoient qu'il puisse être doté d'un train à roues ou de flotteurs et mis en œuvre depuis un porte-avions. Il sera en fait le premier avion bimoteur à opérer depuis un porte-avions.

## Conception et développement
En 1925, le Bureau of Aeronautics de l'US Navy conçoit un avion torpilleur bimoteur qui devait avoir de meilleures performances que ses contemporains monomoteurs. 
Un seul prototype est construit par la Naval Aircraft Factory sous la désignation XTN-1. Il est rapidement suivi par 3 appareils identiques fabriqués par Douglas sous le nom T2D-1.
Le XTN/T2D est un grand biplan à deux cockpits pour un équipage de 4 personnes, capable d'une rapide reconversion entre une configuration à flotteur et une autre comportant des roues.

## Histoire opérationnelle
Les trois premiers T2D-1 sont livrés à la flottille de torpillage VT-2 le 25 mai 1927 et utilisés à des fins de tests à bord du porte-avions USS Langley. Neuf autres T2D-1 sont commandés en 1927, ces appareils étant normalement en configuration hydravion à cause, d'une part, aux critiques émanant de l'Army jalouse de l'emploi de gros bombardiers basés à terre mais aussi parce que leur taille empêche l'emport d'une dotation complète d'une unité sur porte-avions.
Un autre lot de 18 appareils sont commandés en juin 1930 comme hydravions de patrouille maritime sous la désignation P2D-1. Ils sont mis en œuvre par le Patrol Squadron VP-3 dans la zone du canal de Panama avant d'être remplacés par des Consolidated PBY en 1937. 

## Production et versions
- XTN-1 : un unique prototype originel construit par la Naval Aircraft Factory.
- T2D-1 : 12 exemplaires, modèle de production de l'hydravion bombardier-torpilleur ou de patrouille maritime motorisé par deux Wright R-1750 Cyclone
- P2D-1 : 18 exemplaires, hydravion de patrouille maritime, doté d'une dérive double et propulsé par deux Wright R-1820 Cyclone